# 2510 Shandong
2510 Shandong è un asteroide della fascia principale. Scoperto nel 1979, presenta un'orbita caratterizzata da un semiasse maggiore pari a 2,2532000 UA e da un'eccentricità di 0,1963738, inclinata di 5,26930° rispetto all'eclittica.
Porta il nome della provincia cinese di Shandong.